# オープンアクセス学術誌要覧
オープンアクセス学術誌要覧（オープンアクセスがくじゅつしようらん、英: Directory of Open Access Journals、DOAJ）は、オープンアクセス学術誌とその論文を掲載するウェブサイト。イギリスの非営利慈善企業であるオープンアクセス・インフラストラクチャ・サービス（IS4OA：Infrastructure Services for Open Access）が管理運営している。2019年3月14日時点で再録学術誌数1万2827件、論文総数385万8305本。
閲覧は無料で利用者登録は不要である。

## 概要
オープンアクセス学術誌要覧（以下DOAJ）の設立趣旨は「分野や地域、言語にかかわらず、世界規模で査読付きオープンアクセス学術誌の認知度やアクセシビリティ、評判や利便性、品質を高めること。また学術誌の編集者、出版社や所有者と協力し、最良の出版業務の手助けをすること」にある。
ブダペスト・オープンアクセス・イニシアティヴ（Budapest Open Access Initiative：BOAI）のオープンアクセスの定義に準拠し、採録する学術誌は「全文を無料で提供し、閲覧、ダウンロード、コピー、配布、印刷、検索、合法的利用ができる論文を掲載する学術誌」と規定している。
学術誌を精査してウェブ編集を管理し、高品質のコンテンツを無料で提供している。また一般にオープンアクセスであれば無条件にDOAJに掲載されると誤解されがちだが、審査基準を満たした場合に限定され、再登録時に登録抹消された事例もあるとDOAJは2019年に世評に反論し、オープンアクセスの規定を改めて解説している。

## 歴史
2002年2月14日、世界的な潮流となった研究論文を無料で自由に閲覧・利用できるオープンアクセス運動は、ヨーロッパでは ブダペスト・オープンアクセス・イニシアティヴ （BOAI）を表明してその定義やあり方を示した。
上記に刺激を受けた初の北欧学術コミュニケーション会議（Nordic Conference on Scholarly Communication）が2002年10月22日から同24日にわたり開催される。会場は初日と2日目はスウェーデンのルンドに、3日目はデンマークに設けられた。この時の議論がDOAJ創設を導くこととなる。
翌2003年、ルンド大学図書館長ラース・ビヨルンスハーグ（Lars Bjørnshauge）はDOAJをウェブ上に開設すると、当初採録300誌として活動を始めた。運営はルンド大学の支援、またジョージ・ソロスの国際的な助成財団であるオープン・ソサエティ財団の助成を受けた。
その後の10年でDOAJは8300誌超の学術誌を収載するまでに成長した（2012年12月時点）。
DOAJは2013年1月、かねてから合意のとおりルンド大学図書館から独立すると、Co-Action Publishingの共同設立者キャロライン・サットン（Caroline Sutton）と共に、イギリスの非営利慈善団体としてオープンアクセス・インフラストラクチャ・サービス（IS4OA：Infrastructure Services for Open Access）を設立した。ビヨルンスハーグ代表はルンド大学図書館を辞めて編集長に就任した。なおサットンには2008年にオープンアクセス学術出版社協会（OASPA）を設立し、2008年から2013年3月まで会長を務めた経歴がある。
採録学術誌の更新を行った2015年、ハゲタカジャーナルを排除する目的でDOAJは再申請手続きの要件をより厳格化、当初7つだった申請要件は2014年3月より約50項目に拡大、また編集過程の透明性や盗用検知システムを申告する必要があり関連情報はすべて公開することが条件となった。DOAJに既登録の約1万誌に再申請を求めたといい、2014年3月から申請した学術誌4100件のうち、審査に合格したもの700誌、不合格1100誌、また審査途中もしくは継続が2誌回答された。更新受付が終わると（2017年12月）2016年5月に索引付けされた1万1600誌のうち5千誌近くは再申請の審査を通過せず、データベースから削除されている。
ただしこの大幅なクリーンアップにもかかわらず採録学術誌の数は増え続け、総数1万2827誌から論文合計385万8305本を載せるまでに成長した（2019年末時点）。2019年4月に全掲載誌のダンプを公開、週ごとに更新している。論文投稿者と読者に向けたサービスでは、信頼できる情報源かどうか見極めるポイントを「最善の慣行」として紹介したり
また消滅の危機にある小規模学術雑誌に関する国際研究が発表されると、2019年にDOAJが率先して連携協定を結び、CLOCKSSとインターネットアーカイブ（電子ジャーナルのアーカイブ事業）、キーパーズ・レジストリ（電子逐次刊行物のメタデータ長期保存事業・ISSN国際センター主宰）、パブリック・ナレッジ・プロジェクト（PKP＝OA出版システムの開発と提供に携わる大学群イニシアティブ）が署名した。

## 関連資料
出版年順
- 藤田哲司『権威の社会現象学 : 人はなぜ、権威を求めるのか』東信堂、2011年、ISBN 9784798900667、NCID BB06526667。 - 出口剛司「権威的なるものを「明るみ」の方へ」『現代社会学理論研究』第6巻、日本社会学理論学会、2012年、114-118頁、doi:10.34327/sstj.6.0_114、ISSN 1881-7467、NAID 130007806750。
- 村上絵美, 松邑勝治, 大井喜久子, 宮川謹至, 藤田隆, 和田光俊, 重松麦穂, 小田島亙, 木下健太郎, 大形英男「J-STAGEの新たな取り組み」『情報の科学と技術』第69巻第11号、情報科学技術協会、2019年、497-503頁、doi:10.18919/jkg.69.11_497、ISSN 0913-3801、NAID 130007740003。
- 棚橋佳子、辻幸子、野村紀匡「日本の学協会ジャーナル出版の現状　～プレゼンス向上のヒント」『情報の科学と技術』第69巻第11号、2019年11月、535-541頁。
- 西岡千文、亀田尭宙、佐藤翔「日本の学術出版物におけるオープン・サイテーションの分析」『情報知識学会誌』第30巻第1号、2020年2月、3-20頁。   花田謙一（エブスコ・インフォメーション・サービス・ジャパン）「学術情報を俯瞰する」『館灯』第58巻、2020年、30-46頁。
- 吉川次郎、高久雅生、芳鐘冬樹「Wikipediaに学術文献の参照記述を追加する編集の特定手法」『情報知識学会誌』第30巻第3号、2020年9月、370-389頁。
- Kakoli Majumder「第10回　Predatory journals and how to identify themハゲタカジャーナルの見分け方(Tips for Academic Publishingアクセプトに繋げる論文投稿&学術出版の豆知識)」『日本機械学会誌』第123巻ダウ1223号、2020年10月、30-31頁、NAID 130007938935。